# Jupare
Jupare är en ort i Mexiko.   Den ligger i kommunen El Fuerte och delstaten Sinaloa, i den västra delen av landet, 1 200 km nordväst om huvudstaden Mexico City. Jupare ligger 20 meter över havet och antalet invånare är 149.
Terrängen runt Jupare är mycket platt. Runt Jupare är det ganska tätbefolkat, med 80 invånare per kvadratkilometer. Närmaste större samhälle är Los Mochis, 15,1 km söder om Jupare. Trakten runt Jupare består till största delen av jordbruksmark.